# Грибок, Дмитрий Константинович
Грибок Дмитрий Константинович (1 мая 1931, Александродар, Криворожский район — 2012, Кривой Рог, Днепропетровская область) — советский и украинский художник. Член Союза советских художников Украины (1970).

## Биография
Родился 1 мая 1931 года в селе Александродар (позднее пгт Рахмановка, ныне в черте города Кривой Рог Днепропетровской области).
В 1964 году окончил Ленинградский институт живописи, скульптуры и архитектуры имени Ильи Репина, где учился у Петра Белоусова, Михаила Копейкина, Овсия Моисеенко, Петра Фомина, Леонида Худякова.
В 1989 году год прожил в США.
Жил в Кривом Роге по улице Пушкина в доме № 5. Умер в 2012 году.

## Творческая деятельность
Работал в области станковой живописи и станковой графики.
Среди работ:
- «Юзовка 1912 г. Ленинское слово» (1965);
- «Молодёжный пост» (1966);
- «Шахтёр» (1966);
- «Строительство 8-й Криворожской домны» (1968);
- «Заложение ДП-9» (1972);
- «Монтаж ДП-9» (1974);
- «Криворожское знамя», «Строительство СевГОКа» (1979);
- «Трагедия и милосердие» (1989);
- «Ленин принимает Хаммера» (подарена Арманду Хаммеру)[1];
- Триптих «Я. И. Весник»;
- «Вече (Передача флага Симона Петлюры Украинской гвардии Патриархом Мстиславом)» (1993);
- «Скорбная панихида по 1933 году» (1995);
- Полиптих «Быковня» — «Штаб преступления», «Разрез Быковнянской земли», «Прозрение», «Памушка», «Митинг» (1997);
- «Си Бриз — Партнёрство ради мира» (2000);
- «Тарас Шевченко печатает офорты к „Живописной Украине“» (2001);
- «Папа Иоанн Павел II на Быковнянских могилах» (2001).

Участвовал в областных, всеукраинских и всесоюзных выставках с 1964 года. Персональные выставки проходили в Кривом Роге, Днепропетровске (1982), Киеве, Львове, Москве, США (1991).
Работы хранятся в музеях Вашингтона, Нью-Йорка, Сан-Франциско.